# Can Figueres (Maçanet de la Selva)
Can Figueres és una masia de Maçanet de la Selva (Selva) inclosa a l'Inventari del Patrimoni Arquitectònic de Catalunya.

## Descripció
Masia que consta de dues plantes: en la planta baixa, hi trobem quatre obertures. La central es tracta d'un portal adovellat circular, amb unes dovel·les de grans dimensions i muntants de pedra, flanquejada immediatament per dues finestres rectangulars, de petites dimensions, amb llinda monolítica, conformant un arc pla i muntants de pedra. Es diferencien en el fet que la major en el dintell disposa d'una forma apuntada i a més resolució de l'ampit.
En la part més externa, trobem una finestra de característiques similars. Pel que fa al primer pis, trobem cinc obertures. La central consisteix en una finestra d'arc conopial, de resolució bastant rude i tosca en comparació amb d'altres exemplars excel·lents de la mateixa tipologia, amb muntants de pedra i ampit treballat. Flanquejada immediatament per tres obertures resoltes segons la mateixa tipologia arquetípica tant repetida de: llinda monolítica, conformant un arc pla, muntants de pedra i ampit treballat. En l'extrem, trobem una obertura projectada com a petit portal rectangular de similars característiques, però com a tret peculiar, en el dintell hi ha gravada una inscripció “1526”, que al·ludeix a una de les reformes que va experimentar la casa. Finalment, cal dir que la masia està coberta amb una teulada de vessants a laterals i cornisa catalana.
La masia va experimentar una ampliació progressiva projectada en diverses etapes, amb l'afegit als costats i darrere de l'edifici principal diverses dependències de treball.

## Història
El document més antic que s'ha trobat de Can Figueras data de l'any 1239. En aquest temps el seu propietari era en Grau Figueras, i d'aquí ve el nom de la casa. En el 1537 surt anomenat el Mas Granoi, que actualment ja no existeix i que està comprès dins la mateixa propietat. Els masos de Can Vall de Molina i els fonaments de la casa de les Monges Grosses, també estaven ubicats dins de l'esmentada propietat, però avui han desaparegut. Per damunt del turó anomenat d'en Parera, hi havia una casa, ja que s'han trobat uns documents que la situen per aquests indrets, i és per això que rep el nom de Mas Parera. L'any 1567 n'era propietari Antic Figueras. Entre els anys 1593 i 1597, ho eren en Francesc Figueras i en Jacint Figueras i el 1640 en Joan Figueras. En el 1526 la casa degué sofrir alguna transformació, ja que en el dintell de pedra d'una porta del costat, hi figura un gravat indicant aquest any. Al 1795 es devia casar una pubilla perquè el seu propietari fou Isidre Horta i Figueras. En el 1805, ho va ésser en Jaume Matas i Figueras i més tard ho heretá el seu fill Francesc Matas i Cros. Aquest senyor va pretendre portar l'aigua de la conca del Tordera a la ciutat de Barcelona. Tal projecte va fracassar i això va fer que establís uns plets amb l'Ajuntament de Barcelona que li ocasionaren la ruïna i va perdre Can Figueras i Ca l'Oller del Bosc.
L'any 1919, ho va comprar ha subhasta en Josep Norat i Puig, casat amb Lliberada de Llovet i de Pastors, propietaris de la Torre de Marata i hisendats de Lloret de Mar. L'any 1921, ho va comprar en Joan Brossa i Oms, que es casà per primera vegada amb Maria Ruiz i Freixas, i en segones noces amb Maria Masferrer Carrera. La família Brossa abans d'anar a viure a Can Figueras, era masovera de Can Villà. Cal esmentar, que en Joan Brossa va ser alcalde de Maçanet al principi dels anys 20 i durant aquests temps va ser quan es va portar a terme la construcció de la carretera de Maçanet a Granollers, s'edificaren els primers col·legis públics i es va duu a terme l'abastament d'electricitat al poble. A finals dels anys vuitanta, n'era propietari en Joan Brossa i Ruiz, vidu de Dolors Bosch i Torrent. A l'esmentada propietat, hi ha dues pedreres que han servit per a l'extracció i transformació de pedre per a la carretera de Maçanet i per a la construcció de l'autopista.